# منظمة أمانا
منظمة أمانا (بالعبرية: אמנה (ארגון)) هي حركة استيطانية إسرائيلية شكلتها حركة غوش إيمونيم عام 1976. كان هدفها الأساسي «تنمية المستوطنات الإسرائيلية في الضفة الغربية، وهضبة الجولان، والجليل، والنقب وغوش قطيف». كانت عوفرا، وميفو موديعين، وكدوميم ومعاليه أدوميم من المجتمعات الأولى التي طورتها المنظمة.
أصبحت المنظمة كجمعية مسجلة في عام 1978. واعترفت بها المنظمة الصهيونية العالمية. مع مرور الوقت، أصبحت المنظمة مستقلة تقريبًا عن حركة غوش إيمونيم.
خلص تحقيق أجرته الشرطة الإسرائيلية في 15 صفقة أراضٍ أجرتها منظمة أمانا في مطلع 2016 إلى أن 14 صفقة كانت احتيالية.

## وصلات خارجية
- الموقع الرسمي